# 桜田ミレイ
桜田 ミレイ（さくらだ みれい、2006年11月29日 - ）は、日本の音楽家、シンガー。大阪府出身。無所属。

## ディスコグラフィ

### シングル
- 2024年：「Lovin' Joker」
- 2024年：「HAUTE COUTURE」